# Mendota (Illinois)
Mendota – miasto w Stanach Zjednoczonych, w stanie Illinois, w hrabstwie LaSalle.